# 维勒穆瓦耶讷
维勒穆瓦耶讷（法語：Villemoyenne，法語發音：[vilmwajɛn]）是法国奥布省的一个市镇，属于特鲁瓦区。

## 地理
维勒穆瓦耶讷（48°10'41"N, 4°13'42"E）面积12.21 平方千米，位于法国大東部大區奥布省，该省份为法国中北部省份，北起马恩省，西接塞纳-马恩省，西南至约讷省，东南至科多尔省，东临上马恩省。
与维勒穆瓦耶讷接壤的市镇（或旧市镇、城区）包括：沙普、绍富尔莱巴伊、克莱雷、弗雷努瓦堡、巴尔斯河畔蒙特勒伊、圣帕尔莱沃德。

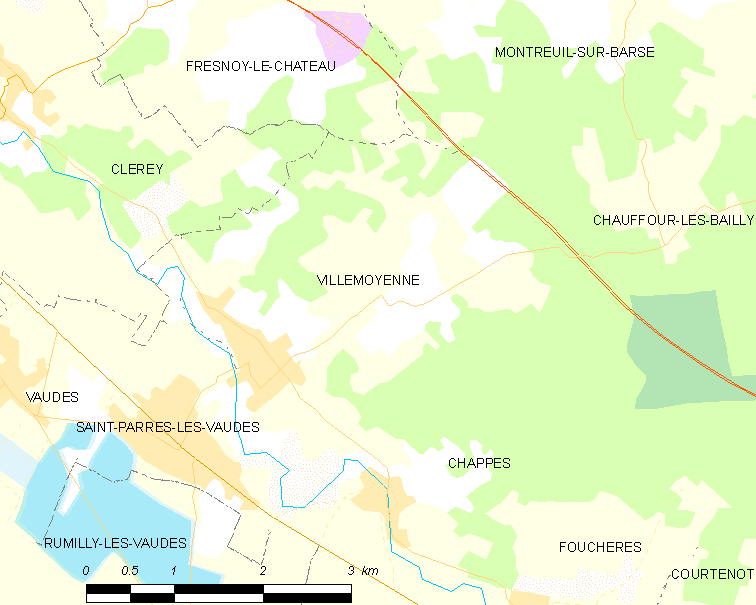
维勒穆瓦耶讷的OSM定位图

维勒穆瓦耶讷的时区为UTC+01:00、UTC+02:00（夏令时）。

## 行政
维勒穆瓦耶讷的邮政编码为10260，INSEE市镇编码为10419。

## 政治
维勒穆瓦耶讷所属的省级选区为塞纳河畔巴尔县。

## 人口

1962-2008年间维勒穆瓦耶讷人口变化图示

维勒穆瓦耶讷于2022年1月1日时的人口数量为731人。